# Bronzesoldat von Tallinn
Der Bronze-Soldat (estnisch: Pronkssõdur), ursprünglich Denkmal der Befreier Tallinns (estnisch: Tallinna vabastajate monument, russisch: Монумент освободителям Таллина, manchmal auch Tõnismäe-Denkmal) ist ein von den sowjetischen Behörden im Jahre 1947 errichtetes Denkmal in Estlands Hauptstadt Tallinn, welches aus sowjetischer und russischer Sichtweise an die Befreiung Estlands durch die Rote Armee von der deutschen Besatzung im September 1944 erinnern und die gefallenen Soldaten der Roten Armee ehren soll. Diese Sichtweise wird von vielen Esten nicht geteilt, für sie stellt die Statue ein Symbol für die Besetzung und Unterdrückung ihres Landes durch die Sowjetunion 1940/41 und 1944–1991 dar.

## Errichtung
Das vom Architekten Arnold Alas projektierte Denkmal mit der vom estnischen Bildhauer Enn Roos entworfenen Bronze-Figur eines Soldaten wurde am 22. September 1947 zum dritten Jahrestag des Einmarsches der Roten Armee in Tallinn auf der Erhebung Tõnismägi enthüllt (59° 25′ 52″ N, 24° 44′ 23,9″ O). Die vor einer frei stehenden Steinmauer platzierte, rund zwei Meter hohe Bronzestatue stellt einen Soldaten der sowjetischen Armee dar. Der Soldat gedenkt seiner gefallenen Kameraden mit gesenktem Haupt, abgenommenem Helm und nach unten geschultertem Gewehr. Modell für diese Statue war der Ringer Kristjan Palusalu.
Unter dem Denkmal wurden im April 1945 nach offiziellen Angaben 13 Angehörige der Roten Armee neu beigesetzt, die zuvor an anderer Stelle begraben waren:
- Oberstleutnant Michail Kulikow (Михаил Петрович Куликов), Kommandeur des 657. Schützen-Regiments der 125. Schützen-Division (* 1909 in Morschansk, Oblast Tambow, † 22. September 1944)
- Hauptmann Iwan Syssojew (Иван Михайлович Сысоев), Politkommissar im 657. Schützen-Regiment der 125. Schützen-Division  (* 1909 in der Oblast Archangelsk, † 22. September 1944)
- Oberst Konstantin Kolesnikow (Константин Павлович Колесников), stellvertretender Kommandeur der 125. Schützen-Division (* 1897 in der Statthalterschaft Saratow, † 21. September 1944)
- Hauptmann Iwan Serkow (Иван Степанович Серков), Chef der Aufklärung der 79. Leichte-Artillerie-Brigade (* 1922 in der Oblast Rjasan, † 21. September 1944)
- Garde-Major Wassili Kusnezow (Василий Иванович Кузнецов), Kommandeur des 1222. Selbstfahrlafettenregiments (* 1908 in der Oblast Iwanowo, † 22. September 1944)
- Leutnant Wassili Wolkow (Василий Егорович Волков), Kommandeur eines Granatwerferzuges der 125. Schützen-Division. (* 1923 in der Oblast Kalinin, † 22. September 1944)
- Hauptmann Alexei Brjanzew (Алексей Матвеевич Брянцев), Politkommissar des 1222. Selbstfahrlafettenregiments (* 29. Dezember 1917 im Gouvernement Altai, † 22. September 1944)
- Garde-Oberfeldwebel Stepan Chapikalo (Степан Илларионович Хапикало), Geschützkommandeur im 26. selbständigen Garde-Schwere-Panzer-Regiment (* 1920 in der Oblast Poltawa, † 28. September 1944 nach Krankheit)
- Stabsfeldwebel im Medizinischen Dienst Jelena Warschawskaja (Елена Михайловна Варшавская), Divisionsfeldscher im 40. Garde-Granatwerferregiment (* 23. Januar 1925 in der Oblast Poltawa, † 23.  September 1944)
- Feldwebel Wassili Dawydow (Василий Иванович Давыдов), Geschützkommandeur im 30. Garde-Granatwerferregiment (* in der Oblast Kalinin, † 22. September 1944)
- Oberstleutnant K. Kotelnikow (К. Котельников), († 22. September 1944)
- Unterleutnant I. M. Lukanow (И. М. Луканов) († 22. September 1944)
- Gefreiter Dmitri Below (Дмитрий Андреевич Белов), Aufklärer der 23. Artillerie-Division

Im Jahre 1964 wurde dem Denkmal eine Ewige Flamme hinzugefügt.

## Auseinandersetzung

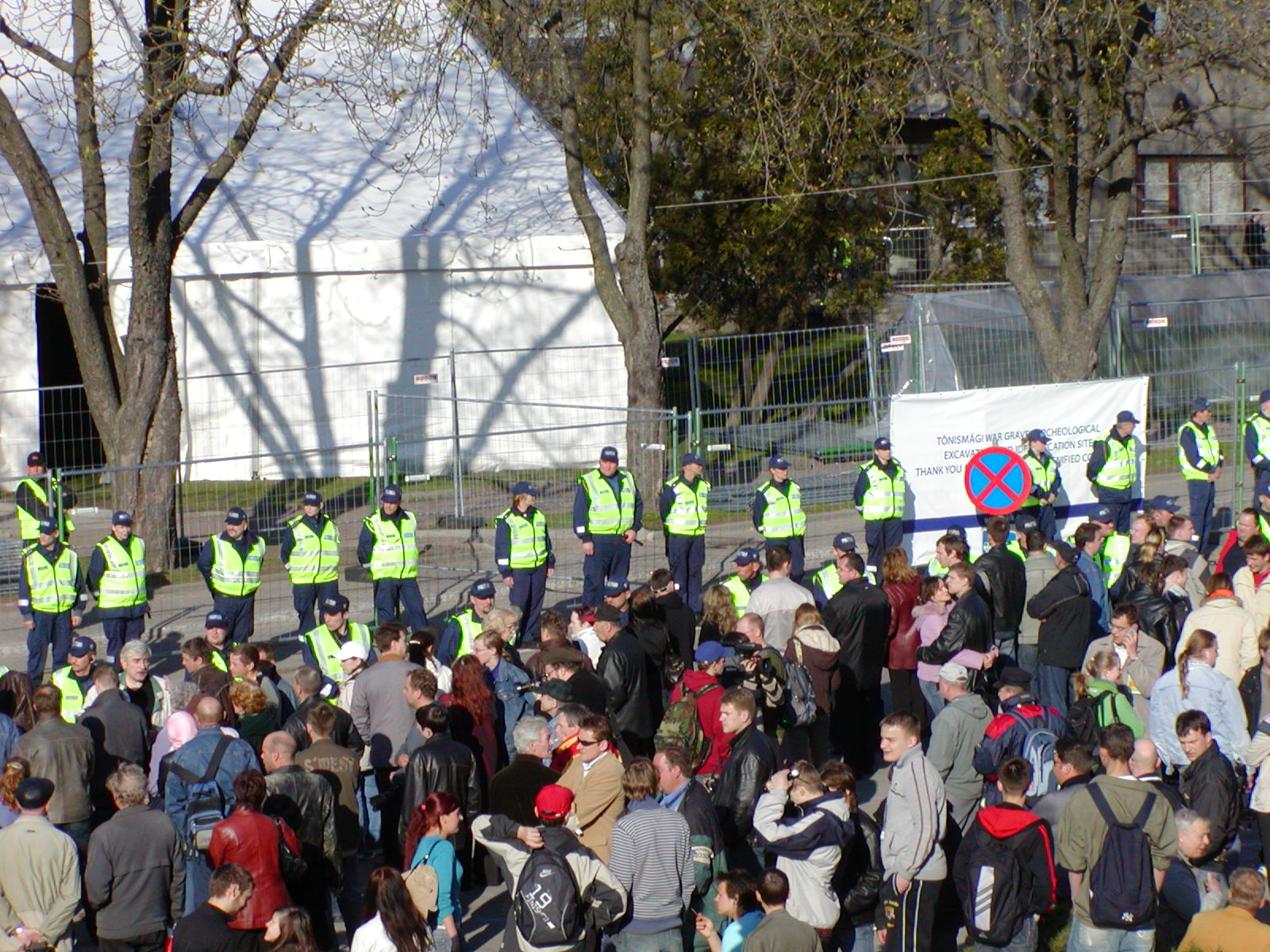
Demonstrationen am 26. April 2007

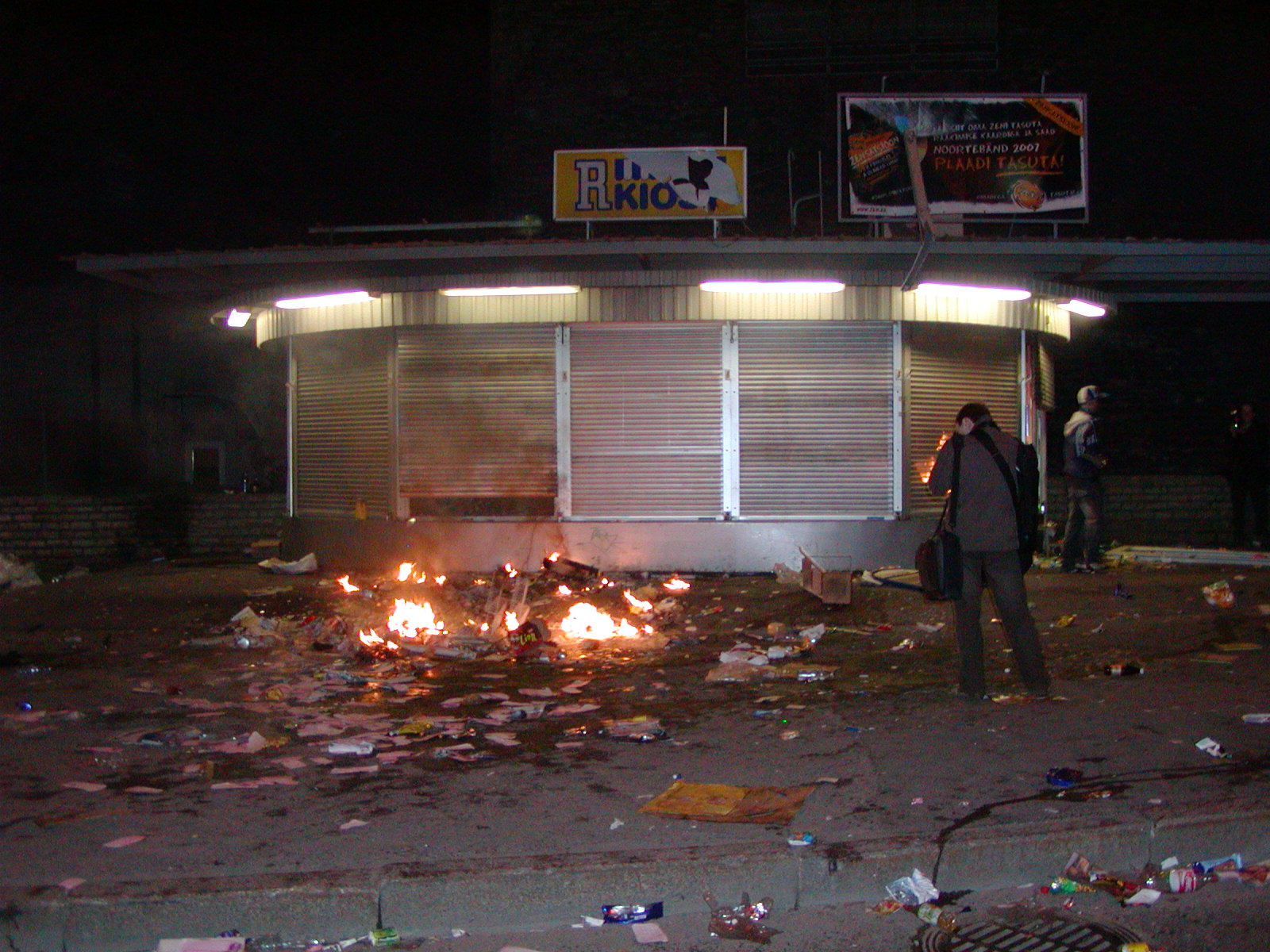
Unruhen in der Nacht zum 27. April 2007

Nach der Wiedererlangung der estnischen Unabhängigkeit trafen sich die Vertreter der russischen Minderheit weiterhin am Monument, um des 9. Mai, des Tages des Sieges, und des 22. September, des Tages, an dem die Rote Armee in Tallinn einmarschiert war, zu gedenken. Diese Handlungen führten zu zahlreichen Protesten aus der estnischen Bevölkerung und mündeten auch in Protestaktionen seitens estnischer Nationalisten. Als sich die Spannungen im September 2006 verschärften, sperrte die Polizei das Gebiet um das Denkmal ab und bewachte es mehrere Monate lang rund um die Uhr.
Am 10. Januar 2007 verabschiedete das estnische Parlament (Riigikogu) ein Gesetz über den Schutz von Kriegsgräbern. Dieses Gesetz schuf die Grundlage, an „unpassenden Orten“ befindliche Grabstätten aufzuheben und die dort beerdigten Gefallenen umzubetten.
Am 15. Februar beschloss das Parlament mit 46 gegen 44 Stimmen das Gesetz gegen verbotene Denkmäler. Dieses sollte die öffentliche Zurschaustellung von Monumenten verbieten, die die Sowjetunion oder die sowjetische Herrschaft über Estland verherrlichen. Der Bronze-Soldat wurde dabei ausdrücklich erwähnt und seine Demontage innerhalb von dreißig Tagen nach Unterzeichnung des Gesetzes durch den Präsidenten festgeschrieben. Präsident Toomas Hendrik Ilves machte jedoch von seinem Vetorecht Gebrauch und verweigerte seine Unterschrift unter das Gesetz mit der Begründung, es sei nicht verfassungskonform.

## Entfernung des Denkmals und Wiederaufbau an anderer Stelle
In der Nacht auf den 27. April 2007 ließen estnische Behörden das Denkmal mit der Begründung entfernen, dass den an dieser Stelle in der Mitte der Stadt neben einer Bushaltestelle bestatteten Kriegsgefallenen keine wirkliche Grabesruhe zuteilwerden würde und eine Verlegung auf einen Friedhof daher sinnvoll sei.
Die estnischen Behörden hatten das Denkmal zunächst freistehend auf dem Kriegsgefallenenfriedhof Filtri-Straße in Tallinn wieder aufgebaut (59° 25′ 16,8″ N, 24° 45′ 55,3″ O); die offizielle Eröffnung erfolgte am 8. Mai 2007.

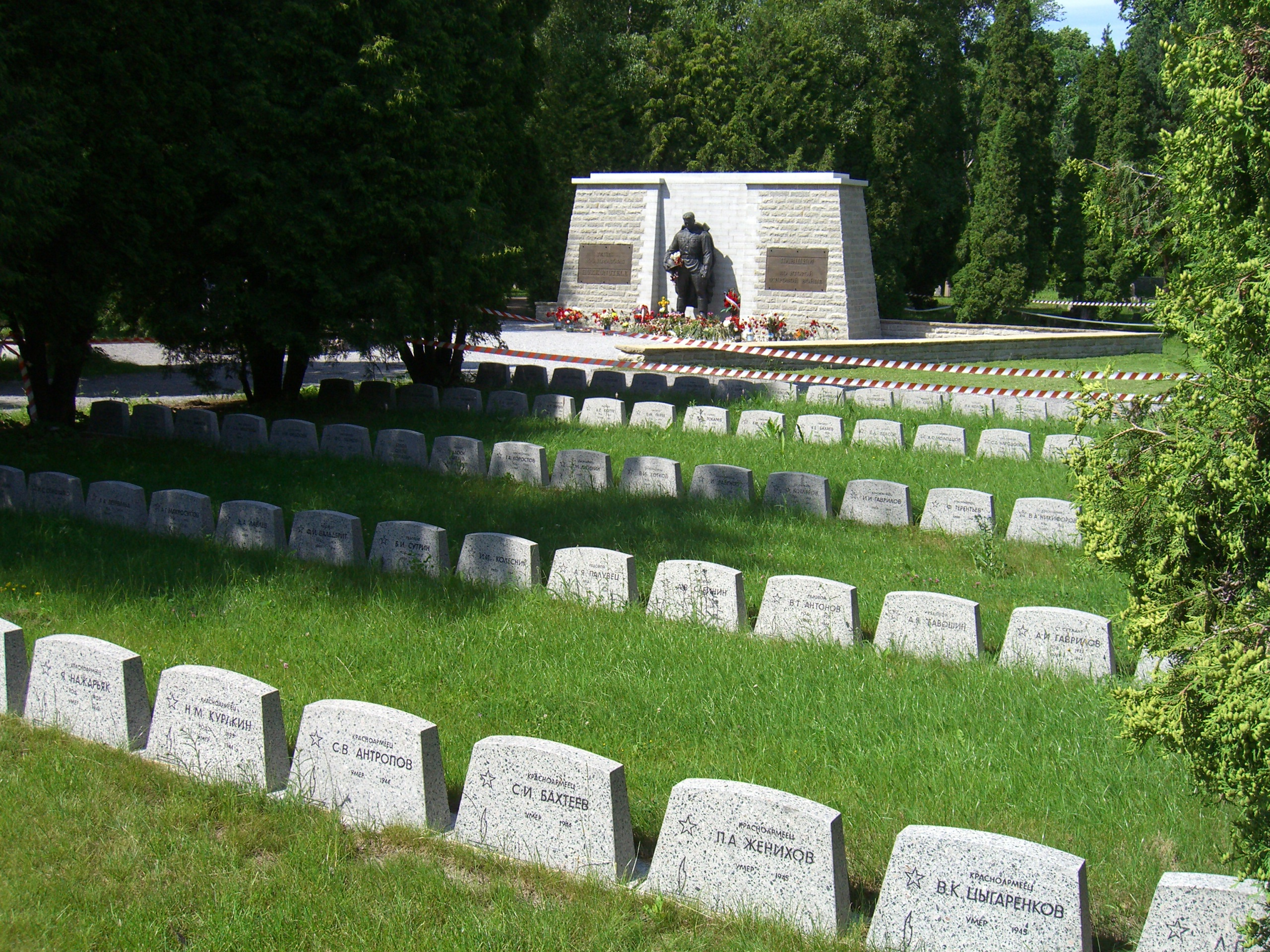
Denkmal an seinem heutigen Standort (25. Juni 2007)

Nachdem die Steinstrukturen in unmittelbarer Nähe rekonstruiert worden waren, fand der Bronze-Soldat dort seinen endgültigen Standort (59° 25′ 17,9″ N, 24° 45′ 55,7″ O).

## Politische Folgen und Cyber-Attacken
Die russische Regierung protestierte in einer offiziellen Stellungnahme gegen die Entfernung des Denkmals, die in Russland als Grabentweihung und gezielte Provokation verstanden wurde.
Im Zuge der Entfernung des Bronzenen Soldaten kam es im Rahmen von Demonstrationen russischsprachiger Bewohner Estlands seit dem Abend des 26. April 2007 zu den stärksten Unruhen in Tallinn seit dem Zerfall der Sowjetunion und der Wiedererlangung der staatlichen Unabhängigkeit Estlands, die zwei Nächte andauerten und ein Todesopfer sowie 70 Verletzte forderten. 900 Personen wurden festgenommen.
Daneben ereigneten sich seit dem 27. April 2007 über mehrere Wochen zahlreiche Hackerangriffe, die sich gegen staatliche Organe, darunter das estnische Parlament, den Staatspräsidenten sowie diverse Ministerien, Banken und Medien richteten.
Im Jahr 2008 wurde ein russischstämmiger estnischer Staatsbürger angeklagt und verurteilt. Im März 2009 bekannte sich Konstantin Goloskokow, ein Funktionär der regierungsnahen russischen Jugendorganisation Naschi, als Drahtzieher der Angriffe. Die russische Regierung wies in der Folge jedoch alle Vorwürfe zurück.

## Ökonomische Folgen
Laut einem Bericht der estnischen Regierung, der ein Jahr nach der umstrittenen Versetzung des Denkmals erstellt wurde, summierten sich die langfristigen Verluste Estlands, die mit dem Zwischenfall in Verbindung gebracht wurden, vorläufig auf 450 Millionen Euro (ca. 3,6 % des jährlichen BIP). Obwohl Russland nie offizielle Handelssanktionen über Estland verhängte, wurde ein Großteil des Bahn- und Schiffstransitverkehrs für russische Waren auf nicht-estnische Häfen umgeleitet. Estlands Tourismusindustrie verbuchte ein Minus von 18 Prozent bei russischen Touristen, während zahlreiche estnische Produkte in Russland, vor allem Lebensmittel, einen Nachfrageeinbruch erfuhren.